# Cameron (Carolina del Sud)
Cameron è un comune degli Stati Uniti d'America, situato in Carolina del Sud, nella Contea di Calhoun.